# Atak w szkole w Barcelonie (2015)
Atak w szkole w Barcelonie – atak, do którego doszło 20 kwietnia 2015 roku w szkole Institut Joan Fuster w Barcelonie w Katalonii w Hiszpanii. Sprawcą był 13-letni uczeń szkoły. W wyniku ataku śmierć poniósł nauczyciel, a cztery inne osoby zostały ranne; była to pierwsza zbrodnia w hiszpańskiej szkole dokonana przy użyciu broni miotającej.

## Przebieg
Nastoletni sprawca wszedł do szkoły o godz. 9:20 i wszedł do swojej klasy, uzbrojony w kuszę i nóż. Po wejściu postrzelił prosto w twarz i krytycznie ranił nauczycielkę, a następnie rzucił się z nożem na uczniów, raniąc dwóch z nich, w tym córkę ranionej nauczycielki, a następnie zaatakował jeszcze jednego nauczyciela, po czym wrócił do klasy, w której zaczął atak. Kiedy do klasy wszedł nauczyciel z innej sali, nastolatek strzelił do niego z kuszy, a następnie dobił nożem. Sprawca ostatecznie poddał się, kiedy do klasy wszedł nauczyciel WF-u, który przekonał go, żeby poczekał na policję i dał się aresztować. Wkrótce potem na miejsce przybyła policja, która zatrzymała sprawcę.

## Ofiary
Zabity nauczyciel nie pracował na stałe w tej szkole, był jedynie na zastępstwie w dniu ataku. W ataku ranni zostali ponadto dwaj nauczyciele i dwaj uczniowie. Postrzelona w twarz z kuszy nauczycielka była w ciężkim stanie, który jednak później się ustabilizował.

## Sprawca
Sprawcą ataku był 13-letni uczeń szkoły. Porta chciał się najprawdopodobniej zemścić na nauczycielach za niepowodzenia związane z nauką w szkole. Napastnik miał także porachunki z niektórymi ze swoich kolegów, znaleziono przy nim odręcznie pisaną listę, na której były ich nazwiska. Hiszpańskie media spekulowały, że nastolatek nieprzypadkowo wybrał 20 kwietnia na datę ataku, gdyż tego dnia mijała 16. rocznica masakry w Columbine High School, ale później okazało się, że sprawca najpewniej nie fascynował się zamachem z Columbine i był to zbieg okoliczności.
Po ataku w hiszpańskich mediach oburzenie wywołał fakt, że sprawcy nie postawiono zarzutów (według hiszpańskiego prawa, nieletni poniżej 14 lat nie może odpowiadać jak dorosły) i jedynie aresztowano go, a za sprawcę przed sądem będą odpowiadać jego rodzice; dalsze losy sprawcy tego ataku nie są znane.